# بيوفي دي ساكو
بيوف دي ساكو (بالإيطالية: Piove di Sacco)‏ هي بلدية في مقاطعة باذوة، في فنيتة بشمال شرق إيطاليا، وتقع على بعد 5 كيلومترًا (16 ميلًا) جنوب غرب البندقية و20 كيلومترًا (12 ميلًا) جنوب شرق باذوة.